# Süsü, a sárkány (Süsü, a sárkány-epizód)
A Süsü, a sárkány az azonos című bábfilmsorozat első epizódja. A forgatókönyvet Miroslav Nastasijevic rádiójátéka nyomán Csukás István írta, rendezője Szabó Attila. A főszerepben Bodrogi Gyula hallható. Az epizód először 1977 karácsonyán került adásba.

## Cselekmény
Süsü egyfejű, ráadásul nagyon jószívű sárkány, ezért száműzik. Az emberek menekülnek előle, míg nem találkozik a Kóbor Királyfival és összebarátkoznak. Ezután majd a Királyfi elveszi a Királylányt és Süsüből boldog udvari sárkány válik.

## Alkotók
- Eredeti ötlet: Miroslav Nastasijevic
- Írta: Csukás István
- Dramaturg: Takács Vera
- Rendezte: Szabó Attila
- Zenéjét szerezte: Bergendy István
- Operatőr: Abonyi Antal
- Segédoperatőr: Szirmai Béla
- Hangmérnök: Tóbel Béla
- Vágó: Di Pol Jolanda
- Vágóasszisztens: Balázsi Zsuzsa
- Báb- és díszlettervező: Lévai Sándor
- Grafikus: Gaál Éva
- Bábkészítő: Salgó Rózsa, Szabó Emőke
- Bábmechanikus: Rieger Rudolf
- Díszletépítő: Balázs László, Egenhoffer Tibor
- Makett: Pregardt Oszkár, Maly Róbert
- Technikus Fekete Árpád
- Berendező: Fazekas Zoltán
- Fővilágosító: Békési Lajos
- Színes technika: Szabó László
- Felvételvezető: Nyuzó Béla, Oláh Lajos
- Pirotechnika: Varsányi Attila
- Naplóvezető: Dr. Nagy Györgyné
- Rendezőasszisztens: Cs. Farkas Mihály, Frankó Zsuzsa, Hegedűs Anikó, Östör Zsuzsa, Réti Kata
- Fényképezte: Kempfner Zsófia
- Gyártásvezető: Petrucz Miklós
- Készült a Magyar Televízió megbízásából a Mafilm műtermeiben (1976)

## Szereplők
- Süsü: Bodrogi Gyula
- Kóbor királyfi: Sztankay István
- Bús királylány: Hűvösvölgyi Ildikó
- Öreg király: Csákányi László
- Kancellár: Kaló Flórián
- Dadus: Horváth Teri
- Sárkányfűárus: Miklósy György
- Hadvezér / Papagáj: Gyenge Árpád
- I. Zsoldos (vörös szakállú): Horváth Gyula
- II. Zsoldos (fekete szakállú): Horkai János
- Apasárkány: Basilides Zoltán
- Sárkánytesvérek: Ambrus Asma
- Csizmadia: Prókai István
- Szénégető: Farkas Antal
- Zöldséges Kofa: Czigány Judit
- I. Favágó (bajszos): Soós Lajos
- II. Favágó (borostás): Juhász Tóth Frigyes
- I. Kőfejtő (bajszos): Horváth József
- II. Kőfejtő (borostás): Dózsa László
- Cölöpverő: Horváth Pál
- További szereplők: Balogh Klári, Bathó László, Csepeli Péter, Horváth Károly, Kaszás László, Kovács Enikő, Krasznai V. Magdolna, Németh Marietta, Simándi József, Varanyi Lajos
- Közreműködik: Astra Bábegyüttes, Bergendy együttes

## Betétdalok
- Ó, ha rózsabimbó lehetnék (főcím) – Előadja: Bodrogi Gyula
- Haha, haha, bruhaha! – Előadja: Bodrogi Gyula, Ambrus Asma
- Mi vagyunk a zsoldosok – Előadja: Horkai János, Horváth Gyula
- Én vagyok a bús királylány – Előadja: Hűvösvölgyi Ildikó
- Én vagyok a jó királyfi – Előadja: Sztankay István
- Én vagyok a jó királyfi/Én vagyok a bús királylány – Előadja: Sztankay István, Hűvösvölgyi Ildikó
- Habár nincsen csak egy fejem (végefőcím) – Előadja: Bodrogi Gyula, Csákányi László, Bergendy együttes

## Hangjátékok

### Rádiójáték változat
A bábfilmsorozat első epizódja Miroslav Nastasijevic: Süsü, a sárkány (eredeti cím: Trapavi zmaj) című rádiójátékából alapult. Először az Újvidéki Rádióban 1971. május 23-án mutatták be (Varga István rendezésében), később a Magyar Rádióban pedig 1971. december 30.-án (Csajági János rendezésében). Az 1973. augusztus 8-i ismétlésénél Takács Vera (az MTV dramaturgja) elsőhallásra elnyerte a tetszését.

#### Újvidéki Rádió változat
Alkotók:
- Írta: Miroslav Nastasijevic
- Fordította: Fehér Ferenc
- Szerkesztő / lektor: Szimin Magda
- Technikai munkatárs / hangmester: Stanislav Stepanović
- Zenei szerkesztő: Varga Éva
- Dramaturg: Argyelán István
- Rendező: Varga István

Szereposztás:
- Süsü, a sárkány: Ferenczi Jenő
- Egy távoli ország királya: Fejes György
- Kunigunda: Várady Hajnalka
- Rigobert: Fischer Károly
- Ajtónálló: Lőrincz Lajos
- Főszakács: Ádám Olga
- Bemondó: Szkopál Béla
- Technikus: Horváth József
- Mesélő: Odri Kornélia

#### Magyar Rádió változat
Alkotók:
- Írta: Miroslav Nastasijevic
- Fordította: Fehér Ferenc
- Zenéjét szerezte: Vukán György
- Technikai munkatárs: Szappanos Andrásné
- Dramaturg: Derera Éva
- Rendező: Csajági János

Szereposztás:
- Mesélő: Gyurkovics Zsuzsa
- Süsü: Bodrogi Gyula
- Kunigunda királykisasszony: Dániel Vali
- Király: Ráday Imre
- Rigóbert: Konrád Antal
- Ajtónálló: Somogyvári Pál
- Főszakácsnő: Szendrei Ilona
- Riporter: Petrik József
- Technikus: Somhegyi György
- közreműködött: Lázár Tihamér, Tomsits kvartett, Zámori László

### Hanglemezes változat
A Hungaroton hanglemezgyártó vállalat 1982. augusztus 17-én megjelentette a Süsü 1.: Süsü, a sárkány című nagylemezt, ami 1985-re elérte a 250000 eladott példányt és platinalemez lett.
Alkotók:
- Írta: Csukás István
- Zenéjét szerezte: Bergendy István
- Rendezte: Szabó Attila
- Hangmérnök: Bányai Jenő
- Zenei rendező: Oroszlán Gábor

Szereposztás:
- Süsü: Bodrogi Gyula
- Királyfi: Sztankay István
- Királylány: Hűvösvölgyi Ildikó
- Király: Csákányi László
- Kancellár: Kaló Flórián
- Dada: Tábori Nóra
- Hadvezér: Balázs Péter
- Zsoldos I.: Zenthe Ferenc
- Zsoldos II.: Horkai János
- Apasárkány: Basilides Zoltán
- Szénégető: Farkas Antal
- Cölöpverő: Horváth Pál
- Sárkányfűárus: Miklósy György
- Favágó I.: Márkus Ferenc
- Favágó II.: Vándor József
- Kőfejtő I.: Horváth József
- Kőfejtő II.: Horváth Gyula
- Sárkányfiú I.: Szombathy Gyula
- Sárkányfiú II.: Ambrus Asma

Közreműködik a Bergendy-együttes.